# Sparkling (ZIP-FMのラジオ番組)
『Sparkling』（スパークリング）は、2023年4月1日からZIP-FMで放送されているラジオ番組である。

## 概要
「繋がり」をテーマに、きらきら煌めく時間を提供することをコンセプトとする土曜昼のワイド番組。
SNSで公式に用いられる、番組ハッシュタグは「#すぱーくりんぐ」。

## 放送時間
- 毎週土曜 13:00 - 16:00（JST）（2023年4月1日 - ）

## ナビゲーター
- 清里千聖（2023年4月1日 - ）［2024年5月18日[1]から9月28日までの産前産後休業を経て10月5日から復帰］

代演のナビゲーター
- AZUSA（2023年9月16日）
- 神原真理（2023年11月25日）
- 高木マーガレット（2024年5月18日 - 2024年9月28日） - 清里が産休に入る間を担当。[2]

## タイムテーブル
- 13:20 Sparklingrammar
- 13:40 Buzzring
- 14:05 Ring Ring Request
- 14:45 Kids On The Radio（2024年10月19日からキッズ参加型新コーナー）
- 15:06 C-Choice[注 1]
- 15:20 Sparkling groove

過去
- PREMAMA TOPICS（一宮西病院、2023年4月 - 9月）
- FUN FUN FESTIVAL[注 2]（2024年5月18日 - 2024年9月28日）
- snack paradise[注 2]（2024年5月18日 - 2024年9月28日）
- MIRAI SCOOOPE!（アドバンス電気工業、2023年4月 - 2024年11月30日）

## 特別な放送
- 『Sparkling from スキマフェス』スキマスイッチが主催のフェス「スキマフェス」のバックヤードから番組をオンエア（2024年7月13日(土)）